# Liste jugoslawischer Zeitungen
Der Artikel Liste jugoslawischer Zeitungen gibt einen Überblick über die Zeitungen, die zwischen 1918 und 1992 in Jugoslawien erschienen sind.

## Tageszeitungen
In Jugoslawien wurden Zeitungen kaum im Abonnement bezogen, der übliche Vertriebsweg war über Kioske. Abendzeitungen waren in Jugoslawien deutlich weiter verbreitet als im deutschsprachigen Raum.

### Zeitungen, die vor 1945 eingestellt wurden
In Zagreb erschien in den Jahren 1860 bis 1941 (anfangs mit finanzieller Unterstützung von Josip Juraj Strossmayer) eine von Franjo Rački (1828–1884) und Bogoslav Šulek (1816–1895) gegründete Zeitung, die nach mehreren Umbenennungen ab 1871 Obzor (Rundschau) hieß. In den 1930er Jahren stand sie der Kroatischen Bauernpartei nahe.
Weitere bedeutende Zeitungen waren:
in Zagreb:
- Novosti 1907–1941 (regierungsnah)
- Jutarnji List 1912–1941 (der Kroatischen Bauernpartei (Vladko Maček) nahestehend)
- Hrvatski Dnevnik 1936–1941 war das Organ des rechten Flügels der Kroatischen Bauernpartei.

in Belgrad:
- Pravda 1904–1941 nachmittags
- Vreme 1921–1941 (regierungsnah)

In Ljubljana gab es diese Zeitungen:
- Slovenski Narod (Das slowenische Volk), 1868–1943, liberal
- Slovenec (Der Slowene), 1873–1945, Organ des politischen Katholizismus
- Jutro (Der Morgen), 1920–1945, liberal, Stand der Partei Samostojna Demokratska Stranka (Unabhängige Demokratische Partei) nahe

Vor 1945 gab es mehrere deutschsprachige Tageszeitungen, darunter Deutsches Volksblatt - Tageszeitung der Deutschen Jugoslawiens (1919–1945 in Novi Sad erschienen) und Der Morgen - jugoslawische Presse für Volkswirtschaft, Kultur und öffentliches Leben, der in Zagreb ab Januar 1923 wöchentlich, ab Juli 1923 täglich erschien und 1926 in Morgenblatt, 1941 in Deutsche Zeitung in Kroatien umbenannt und 1945 eingestellt wurde. Die älteste deutschsprachige Zeitung und zugleich erste Zeitung auf dem Gebiet Sloweniens war die Mariborer Zeitung, die 1862 gegründet wurde und bis 1929 sowie 1941–1945 Marburger Zeitung hieß. Sie erschien zunächst 2- bis 3-mal wöchentlich, ab 1914 täglich.
| Tageszeitungen in Jugoslawien 1941 | Tageszeitungen in Jugoslawien 1941 | Tageszeitungen in Jugoslawien 1941 | Tageszeitungen in Jugoslawien 1941 | Tageszeitungen in Jugoslawien 1941 |
| Zeitung                            | Erscheinungsort                    | Gründungsjahr                      | Sprache                            | Aufl. 1941                         |
| ---------------------------------- | ---------------------------------- | ---------------------------------- | ---------------------------------- | ---------------------------------- |
| Politika                           | Belgrad                            | 1904                               | serbokroatisch                     | 145 700                            |
| Vreme                              | Belgrad                            | 1921                               | serbokroatisch                     | 65 000                             |
| Pravda                             | Belgrad                            | 1904                               | serbokroatisch                     | 45 000                             |
| Novosti                            | Zagreb                             | 1907                               | serbokroatisch                     | 23 400                             |
| Jutarnji List                      | Zagreb                             | 1912                               | serbokroatisch                     | 21 000                             |
| Večernik                           | Maribor                            | 1927                               | slowenisch                         | 20 000                             |
| Jutro                              | Ljubljana                          | 1920                               | slowenisch                         | 18 000                             |
| Slovenec                           | Ljubljana                          | 1873                               | slowenisch                         | 17 500                             |
| Hrvatski Dnevnik                   | Zagreb                             | 1936                               | serbokroatisch                     | 16 000                             |
| Jugoslavenska Pošta                | Sarajevo                           | 1929                               | serbokroatisch                     | 15 000                             |
| Slovenski Narod                    | Ljubljana                          | 1868                               | slowenisch                         | 10 000                             |
| Slovenski Dom                      | Ljubljana                          | 1935                               | slowenisch                         | 8 000                              |
| Jugoslavenski List                 | Sarajevo                           | 1918                               | serbokroatisch                     | 7 000                              |
| Hrvatski List                      | Osijek                             | 1920                               | serbokroatisch                     | 7 000                              |
| Vardar                             | Skopje                             | -                                  | mazedonisch                        | 5 000                              |
| Mariborer Zeitung                  | Maribor                            | 1862                               | deutsch                            | 4 000                              |
| Hrvatska Straža                    | Zagreb                             | 1929                               | serbokroatisch                     | 3 500                              |
| Novo Doba                          | Split                              | 1918                               | serbokroatisch                     | 3 500                              |
| Dan                                | Novi Sad                           | 1935                               | serbokroatisch                     | 3 200                              |
| Morgenblatt                        | Zagreb                             | 1923                               | deutsch                            | 3 000                              |
| Obzor                              | Zagreb                             | 1860                               | serbokroatisch                     | 2 500                              |
| Jugoslavenski Lloyd                | Zagreb                             | 1909                               | serbokroatisch                     | 2 100                              |
| Jugoslavenska Zastava              | Osijek                             | 1931                               | serbokroatisch                     | 2 000                              |

### Zeitungen, die (auch) nach 1945 erschienen
Die Zeitungsverlage wurden nach dem Zweiten Weltkrieg verstaatlicht und ab Anfang der 1950er Jahre nach dem Prinzip der Arbeiterselbstverwaltung geführt. Als Herausgeber zahlreicher Zeitungen firmierte der Sozialistische Bund des werktätigen Volkes Jugoslawiens (Socijalistički savez radnog naroda Jugoslavije, abgekürzt: SSRNJ) bzw. eine Unterorganisation auf Republiks- oder kommunaler Ebene.
Im Jahr 1966 existierten in Jugoslawien rund 25 Tageszeitungen:

#### Überblick
| Tageszeitungen in Jugoslawien 1966/1989 | Tageszeitungen in Jugoslawien 1966/1989 | Tageszeitungen in Jugoslawien 1966/1989 | Tageszeitungen in Jugoslawien 1966/1989 | Tageszeitungen in Jugoslawien 1966/1989 | Tageszeitungen in Jugoslawien 1966/1989 |
| Zeitung                                 | Erscheinungsort                         | Gründungsjahr                           | Sprache                                 | Aufl. 1966                              | Aufl. 1989                              |
| --------------------------------------- | --------------------------------------- | --------------------------------------- | --------------------------------------- | --------------------------------------- | --------------------------------------- |
| Večernje Novosti                        | Belgrad                                 | 1952                                    | serbokroatisch                          | 288 000                                 | 227 506                                 |
| Politika                                | Belgrad                                 | 1904                                    | serbokroatisch                          | 278 000                                 | 226 516                                 |
| Borba                                   | Belgrad                                 | 1922                                    | serbokroatisch                          | 141 000                                 | 30 890                                  |
| Vjesnik                                 | Zagreb                                  | 1945                                    | serbokroatisch                          | 89 000                                  | 71 635                                  |
| Politika Ekspres                        | Belgrad                                 | 1963                                    | serbokroatisch                          | 84 000                                  | 177 845                                 |
| Delo                                    | Ljubljana                               | 1959                                    | slowenisch                              | 76 000                                  | 95 621                                  |
| Večernji List                           | Zagreb                                  | 1957                                    | serbokroatisch                          | 73 000                                  | 204 895                                 |
| Sport                                   | Belgrad                                 | 1946                                    | serbokroatisch                          | 65 000                                  | 47 103                                  |
| Oslobođenje                             | Sarajevo                                | 1943                                    | serbokroatisch                          | 64 000                                  | 49 296                                  |
| Sportske Novosti                        | Zagreb                                  | 1945                                    | serbokroatisch                          | 54 000                                  | 66 672                                  |
| Večer                                   | Maribor                                 | 1946                                    | slowenisch                              | 42 000                                  | 53 057                                  |
| Ljubljanski Dnevnik                     | Ljubljana                               | 1952                                    | slowenisch                              | 38 000                                  | 59 301                                  |
| Magyar Szó                              | Novi Sad                                | 1944                                    | ungarisch                               | 33 000                                  | 21 373                                  |
| Slobodna Dalmacija                      | Split                                   | 1943                                    | serbokroatisch                          | 33 000                                  | 90 650                                  |
| Nova Makedonija                         | Skopje                                  | 1944                                    | mazedonisch                             | 29 000                                  | 23 184                                  |
| Dnevnik                                 | Novi Sad                                | 1953                                    | serbokroatisch                          | 26 000                                  | 39 086                                  |
| Večernje Novine                         | Sarajevo                                | 1965                                    | serbokroatisch                          | 23 000                                  | 72 876                                  |
| Novi List                               | Rijeka                                  | 1947                                    | serbokroatisch                          | 13 000                                  | 59 958                                  |
| Privredni Pregled                       | Belgrad                                 | 1952                                    | serbokroatisch                          | 11 000                                  | 4 520                                   |
| Rilindja                                | Priština                                | 1945                                    | albanisch                               | 9 000                                   | 32 597                                  |
| Glas Slavonije                          | Osijek                                  | 1943                                    | serbokroatisch                          | 8 000                                   | 11 030                                  |
| Večer                                   | Skopje                                  | 1963                                    | mazedonisch                             | 7 000                                   | 24 379                                  |
| La voce del popolo                      | Rijeka                                  | 1945                                    | italienisch                             | 4 000                                   | 2 936                                   |

Fünf weitere Wochenzeitungen (siehe unten) wurden im Laufe der 1960er bis 1980er Jahre in Tageszeitungen umgewandelt (alle in serbokroatischer Sprache):
| Umwandlung von Wochenzeitungen in Tageszeitungen | Umwandlung von Wochenzeitungen in Tageszeitungen | Umwandlung von Wochenzeitungen in Tageszeitungen | Umwandlung von Wochenzeitungen in Tageszeitungen | Umwandlung von Wochenzeitungen in Tageszeitungen | Umwandlung von Wochenzeitungen in Tageszeitungen    |
| Zeitung                                          | ISSN                                             | Erscheinungsort                                  | Übersetzung des Namens                           | Gründung                                         | täglich seit                                        |
| ------------------------------------------------ | ------------------------------------------------ | ------------------------------------------------ | ------------------------------------------------ | ------------------------------------------------ | --------------------------------------------------- |
| Glas Istre                                       | ISSN 0017-0771                                   | Pula                                             | Stimme Istriens                                  | 1943/1944                                        | Ende 1969                                           |
| Narodne Novine                                   | ISSN 0350-7572                                   | Niš                                              | Volks-Zeitung                                    | 1946                                             | 1971                                                |
| Pobjeda                                          | ISSN 0350-4379                                   | Titograd                                         | Sieg                                             | 1944                                             | 1975                                                |
| Jedinstvo                                        | ISSN 0021-5775                                   | Priština                                         | Einheit                                          | 1945                                             | Mitte 1977                                          |
| Glas                                             | ISSN 0350-3925                                   | Banja Luka                                       | Stimme                                           | 1943                                             | ab 1969 3x/Woche, ab 1977 4x/Woche, ab 1983 täglich |

#### Morgenzeitungen
Die Borba (Kampf, ISSN 0350-8749) war die Zeitung des Bundes der Kommunisten Jugoslawiens. Sie erschien ab 1922 in Zagreb, ab 1948 in Belgrad. Sie war die einzige Tageszeitung, die landesweit gelesen wurde, während die übrigen Zeitungen hauptsächlich in je einer der Republiken und Provinzen bzw. nur regional verbreitet waren. In den 1970er und 1980er Jahren erlebte sie einen dramatischen Auflagenrückgang. Wie die Oslobođenje (siehe unten) benutzte die Borba Lateinschrift und kyrillische Schrift gemischt innerhalb derselben Ausgabe, meist von Seite zu Seite wechselnd.
Weitere Morgenzeitungen waren:
- Politika (Politik, ISSN 0350-4395), Belgrad. In den 1930er Jahren war die Politika mit ca. 150.000 Stück die auflagenstärkste Zeitung Jugoslawiens.[10]

- Vjesnik (Kurier, ISSN 0350-3305), Zagreb. In den 1970er und 1980er Jahren erschien auch die Inozemno izdanije (Auslandsausgabe), die in Frankfurt am Main für die in der Bundesrepublik Deutschland lebenden Jugoslawen gedruckt wurde.

- Politika Ekspres (Politik-Express ISSN 0032-3381), Belgrad

- Delo: In Ljubljana erschienen bis zum 30. April 1959 die 1934 gegründete Ljudska Pravica (Gerechtigkeit für das Volk, die Zeitung der Kommunistischen Partei Sloweniens) und der 1938 gegründete Slovenski Poročevalec (Der Slowenische Berichterstatter). Das Erscheinen beider Zeitungen war im Zweiten Weltkrieg zeitweise unterbrochen. Aus der Vereinigung dieser beiden Zeitungen ging der ab dem 1. Mai 1959 erscheinende Delo (Arbeit, ISSN 0350-7521) hervor.

- Oslobođenje (Befreiung, ISSN 0351-3904), Sarajevo
- Dnevnik (Tageszeitung, ISSN 0350-753X), Ljubljana (bis 1968 Ljubljanski Dnevnik), 1990/1991 Neodvisni Dnevnik, seither wieder Dnevnik
- Dnevnik (Tageszeitung, ISSN 0350-7556), Novi Sad
- Nova Makedonija (Neues Mazedonien, ISSN 0350-4298), Skopje
- Rilindja (Wiedergeburt), Priština ISSN 0350-4581, wurde 1990 verboten

- Novi list, (Neues Blatt, ISSN 0350-4301), Rijeka
- Glas Slavonije (Stimme Slawoniens, ISSN 0350-3968), Osijek
- Slobodna Dalmacija (Freies Dalmatien, ISSN 0350-4662); zunächst als Beilage erschien die satirische Feral Tribune, die seit den 1990er Jahren als eigenständige Wochenzeitung erscheint
- Magyar Szó (Das ungarische Wort, ISSN 0350-4182), Novi Sad
- La voce del popolo (Die Stimme des Volkes, ISSN 0350-5030), Rijeka

- Glas (Stimme, ISSN 0350-3925), Banja Luka, seit 1943
- Glas Istre (Stimme Istriens, ISSN 0017-0771), Pula, seit 1943
- Jedinstvo (Einheit, ISSN 0021-5775), Priština, seit 1945
- Narodne Novine (Volks-Zeitung, ISSN 0350-7572), Niš, seit 1946
- Pobjeda (Sieg, ISSN 0350-4379), Titograd, seit 1944

#### Abendzeitungen
- Večernje Novosti (Abend-Nachrichten, ISSN 0350-4999), Belgrad
- Večernji list (Abendblatt, ISSN 0350-5006), Zagreb
- Večernje Novine (Abendzeitung, ab 1983) Nachfolger der Sarajevske Novine ISSN 0350-560X
- Večer (Abend, ISSN 0503-7417), Skopje
- Večer (Abend, ISSN 0350-4972) Maribor

#### Spartenzeitungen
- Sport (Sport, ISSN 0350-4786), Belgrad
- Sportske Novosti (Sport-Nachrichten, ISSN 0350-7491), Zagreb

- Privredni Pregled (Wirtschafts-Übersicht, ISSN 0478-3085), Belgrad. Eine gleichnamige Wochenzeitung war bereits in den Jahren 1923–1941 in Belgrad erschienen.

#### Neue Tageszeitungen 1990/1991
- RI-telefax ISSN 0353-8621 war die erste von zahlreichen, teils kurzlebigen Zeitungsneuerscheinungen der Jahre 1990–1992. Sie erschien in Rijeka vom 29. Oktober 1990 bis zum 10. Juli 1991. Gründer waren zwei ehemalige Journalisten der Novi List, Josip Površenić und Igor Violić.
- Orient Express (ISSN 0353-8567) erschien ab dem 14. November 1990 in Sarajevo. Herausgeber war Enver Čaušević
- Vesti (Nachrichten, ISSN 0354-0340), Novi Sad, ab dem 11. Februar 1991, Herausgeber: Borislav Putnik
- Slovenske Novice (Slowenische Nachrichten, ISSN 0354-1088), erschien in Ljubljana ab dem 25. April 1991, Herausgeber: Tine Guzej
- Pannon Hírlap, (Pannonische Zeitung, ISSN 0354-0227), Subotica, ab 1. Mai 1991, Herausgeber: Istvan Valihora
- Zapad (Der Westen, ISSN 0354-0537), Zagreb, ab 17. Mai 1991
- Slovenec (Der Slowene, ISSN 0354-0960), Ljubljana, ab 25. Juni 1991, Herausgeber: Andrej Rot. Der Titel wurde von einer vor 1945 erschienenen Zeitung übernommen.
- Republika (Die Republik, ISSN 0354-091X), Skopje, ab 2. August 1991
- Dan (Der Tag, ISSN 0354-141X), Novi Sad, ab 21. Oktober 1991, Herausgeber: Đorđe Subotić

## Wochenzeitungen
Während Tageszeitungen nur in den großen Städten erschienen, gab es rund 70 Wochenzeitungen auf regionaler Ebene. In der Sozialistischen Republik Mazedonien zum Beispiel erschien in Kumanovo seit 1961 die Naš Vesnik (Unser Kurier, ISSN 0351-6164) in mazedonischer Sprache.
In den Sprachen der größeren in Jugoslawien lebenden Nationalitäten (Albaner und Ungarn) erschienen außerhalb der Sozialistischen Autonomen Gebiete Kosovo und Vojvodina (also abgesehen von den oben genannten Tageszeitungen Rilindja in albanischer Sprache für die SAP Kosovo, Magyar Szó in ungarischer Sprache für die SAP Vojvodina sowie einigen weiteren Wochenzeitungen in albanischer und ungarischer Sprache für die in der SAP Kosovo bzw. der SAP Vojvodina lebenden Albaner und Ungarn):
In albanischer Sprache für die in der Sozialistischen Republik Mazedonien lebenden Albaner seit 1946 in Skopje die Wochenzeitung Flaka e Vëllazërimit (Flamme der Verbrüderung, ISSN 0350-3844), zunächst einmal wöchentlich, ab 1971 dreimal wöchentlich.
In ungarischer Sprache erschien in der Sozialistischen Republik Slowenien ab 1956 die Wochenzeitung Népújság, in der Sozialistischen Republik Kroatien ab 1952 bis 1983 zunächst zweimal im Monat, ab 1984 dann wöchentlich die Zeitung Magyar képes újság.
Daneben gab es noch die Wochenzeitungen des Savez sindikata Jugoslavije (Gewerkschaftsbund Jugoslawiens):
- Rad (Arbeit, ISSN 0033-7463), Belgrad, ab 1945. Zeitweise existierten getrennte Ausgaben in Lateinschrift und kyrillischer Schrift
- Trudbenik (Der Werktätige, ZDB-ID 824885-0), Skopje, ab 1945
- Delavska Enotnost (Arbeiter-Eintracht, ISSN 0011-7722), Ljubljana, ab 1942

Der Gewerkschaftsbund gab in den Jahren 1948–1953 auch die deutschsprachige Wochenzeitung Der Schaffende heraus, die sich offenbar nicht hauptsächlich an deutschsprachige Bürger Jugoslawiens, sondern überwiegend an Leser in Deutschland und Österreich richtete.
Bereits in den Jahren 1890 bis 1932 war in Belgrad die Wochenzeitung Trgovinski Glasnik (Handelsbote) erschienen.
Auch in den Sprachen der in Jugoslawien lebenden Minderheiten erschienen Wochenzeitungen:
| Wochenzeitungen in Sprachen der Minderheiten | Wochenzeitungen in Sprachen der Minderheiten | Wochenzeitungen in Sprachen der Minderheiten | Wochenzeitungen in Sprachen der Minderheiten | Wochenzeitungen in Sprachen der Minderheiten | Wochenzeitungen in Sprachen der Minderheiten |
| Zeitung                                      | ISSN                                         | Erscheinungsort                              | Sprache                                      | Übersetzung des Namens                       | Gründungsjahr und Periodizität               |
| -------------------------------------------- | -------------------------------------------- | -------------------------------------------- | -------------------------------------------- | -------------------------------------------- | -------------------------------------------- |
| Birlik                                       | ISSN 0352-4035                               | Skopje                                       | Türkisch                                     | Einheit                                      | 1944, 1944–1970: 1x/Woche, ab 1971: 3x/Woche |
| Hlas l'udu                                   | ISSN 0018-2869                               | Bački Petrovac                               | Slowakisch                                   | Stimme des Volkes                            | 1944, 1945–1963: 2x/Woche, ab 1964: 1x/Woche |
| Libertatea                                   | ISSN 0350-4166                               | Pančevo                                      | Rumänisch                                    | Freiheit                                     | 1945, 1x/Woche                               |
| Bratstvo                                     | ISSN 0350-8838                               | Niš                                          | Bulgarisch                                   | Brüderlichkeit                               | 1959, ab 1961: 1x/Woche                      |
| Ruske Slovo                                  | ISSN 0350-4603                               | Novi Sad                                     | Russinisch                                   | Russinisches Wort                            | 1945, 1x/Woche                               |
| Jednota                                      | ISSN 0021-5791                               | Daruvar                                      | Tschechisch                                  | Einheit                                      | 1946, 1x/Woche                               |

Vor der Gründung der Bratstvo war bereits ab 1949 bis ca. 1954 eine bulgarischsprachige Wochenzeitung namens Glas na Blgarite (Stimme der Bulgaren) in Belgrad erschienen.
In Belgrad gründete der Rechtsanwalt Svetozar Simić 1936 eine Zeitung für Roma mit dem Namen Romano-Lil, nach drei Ausgaben wurde sie wieder eingestellt. Eine 1987 in Železnik (bei Belgrad) gegründete Zeitschrift namens Khamutne Divesa, die Artikel in Romanes und Serbokroatisch enthielt, wurde ebenfalls nach kurzer Zeit eingestellt.
Mit der Glas Koncila (Stimme des Konzils, ISSN 0436-0311) gab es eine Zeitung der katholischen Kirche, die ab 1962 zunächst 14-täglich, seit 1984 wöchentlich erschien. Daneben existierten zahlreiche Zeitschriften sowohl der katholischen Kirche als auch anderer Religionsgemeinschaften.

## Relative Pressefreiheit
In den Großstädten Jugoslawiens (vor allem in Belgrad) konnte man alle wichtigen Zeitungen sowohl aus Staaten des westlichen als auch des östlichen Blocks sowie vieler blockfreier Staaten erhalten.
Die philosophische Zeitschrift Praxis, in der neomarxistische Positionen vertreten wurden, wurde 1975 verboten.
Die Borba druckte im Mai und Juni 1987 einen mehrteiligen äußerst kritischen Bericht über die Behandlung politischer Gefangener in jugoslawischen Gefängnissen.
1988 kam es in Ljubljana zu einem Prozess gegen Janez Janša, Ivan Borštner, David Tasić und Franci Zavrl, denen im Zusammenhang mit einem in der Zeitschrift Mladina erschienenen Artikel der Verrat militärischer Geheimnisse vorgeworfen wurde.